# Amalia Mendoza
Amalia Mendoza García (La Tariacuri; * 10. Juli 1923 in San Juan Huetamo; † 11. Juni 2001 in Mexiko-Stadt) war eine mexikanische Sängerin und Schauspielerin.

## Leben
Mendoza wuchs in einer Musikerfamilie auf. Ihre drei Brüder  Norberto, Eligio und Juan bildeten das Trio Los Tariacuri, sie selbst trat mit ihrer Schwester Perla als Las Taricuritas auf. Ihre Laufbahn als Solistin begann sie 1954 mit einer Aufnahme von Puñalada Trapera und wurde dann mit Shows beim Rundfunksender XEW bekannt. Titel wie Echame una culpa von José Angel Espinoza Ferrusquilla und Amarga Navidad von José Alfredo Jiménez wurden zu Klassikern der mexikanischen Mariachi-Musik. In über dreißig Jahren nahm sie 36 Alben auf, darunter 1996 Las Tres Señoras mit Lola Beltrán und Lucha Villa. Zudem trat sie Ende der 1950er und Anfang der 1960er Jahre in mehreren Musikfilmen auf. Für ihre Verdienste um die mexikanische Volksmusik ehrte sie die texanische Stadt San Antonio als "Lady Mayor ad perpetuam".

## Filmografie
- 1956: Vivir a todo dar
- 1957: Mi influyente mujer
- 1958: Fiesta en el corazón
- 1958: Der Rebell von Bella Vista (Una cita de amor)
- 1959: Yo … el aventurero
- 1961: Los laureles
- 1961: ¿Donde estás, corazón?